# Glenvar (Virginie)
 (mars 2025).
Glenvar est une census-designated place située dans le comté de Roanoke, dans l’État de Virginie, aux États-Unis. Lors du recensement de 2020, elle comptait 892 habitants.